# 2e division blindée (Australie)
Pour les articles homonymes, voir 2e division.
La 2e division blindée est une formation blindée de l'armée australienne active pendant la Seconde Guerre mondiale. 

## Histoire
Créée à l'origine en 1921 sous le nom de 2e division de cavalerie, basée à Victoria et en Australie-Méridionale, la formation est convertie en division motorisée au début de 1942, avant d'adopter la désignation blindée plus tard dans l'année. Partie intégrante de la formation d'armée de réserve australienne, la division entreprend des tâches de garnison en Australie et n'a pas été déployée sur le champ de bataille avant sa dissolution au milieu de 1943.